# Северна провинция (Сиера Леоне)
Северната провинция (на английски: Northern Province) е една от трите провинции на Сиера Леоне. Граничи с Гвинея и има малък излаз на Атлантическия океан. Площта ѝ е 35 936 km², а населението е 2 508 201 души (по преброяване от декември 2015 г.). Столица и административен център на провинцията е град Макени.

## Окръзи
Провинцията е разделена на 5 окръга:
- Бомбали, столица Макени
- Камбия, столица Камбия
- Койнадугу, столица Кабала
- Порт Локо, столица Порт Локо
- Тонколили, столица Магбурака